# The Spirit Indestructible
«The Spirit Indestructible» —en español: El espíritu indestructible — es el quinto álbum de estudio de la cantautora luso-canadiense Nelly Furtado. Fue lanzado el 14 de septiembre de 2012, anticipado sus dos primeros sencillos, "Big Hoops (Bigger the Better)" lanzado el 17 de abril de 2012 y "Spirit Indestructible" lanzado el 31 de julio de 2012.
Furtado  confirmó en Twitter que estaría de gira por 2 años promocionando el álbum. 
Este disco se convirtió en el primer gran fracaso de Furtado, ya que solamente llegó a vender unas 25 mil copias en todo el mundo. Esto quizás se debió a que Furtado se había retirado de la música en 2010 tras el lanzamiento de su álbum en español Mi plan, que fue ignorado en Estados Unidos por ser un álbum completamente en español que no continuaba con el "estilo Timbaland" que le dio mayor éxito a Furtado en Loose (2006).

## Antecedentes
Nelly había estado trabajando últimamente en su nuevo quinto álbum de estudio, ahora completamente en su idioma inglés. En una reciente entrevista declaró que mezclaría reggae, hip hop, pop, rock y estilos afrocaribeños.
"La hechura del disco me tiene muy contenta porque retomó parte de mi pasión por la experimentación musical. Tengo algunas sorpresas, como colaboraciones con mi productor, Salaam Remi, una rola hiphopera que se llama 'Nothing', o una con el vocalista de Passion Pit, Michael Angelakos llamada, 'Round'".
En otra entrevista con Billboard declaró que tendría influencias de la música alternativa de grupos como Janelle Monae, The XX y Florence and the Machine. "Ahora he estado grabando un montón, he estado en el estudio. Cada vez que hago un álbum intento capturar las emociones que son reales," dijo en un clip de YouTube.
"Soy una amante de la música, la escucho constantemente, sobre todo en mi coche. Lo que yo quiero hacer con mis álbumes es atraer emocionalmente a alguien, sea rápida o lenta la canción." Ella continuó: "Sigo grabando y grabando y mis canciones favoritas vienen a la vanguardia y el resto se queda por el camino". "Estoy cantando con nueva pasión en mi álbum, con un amor recién descubierto de canto, de interpretación, de drama y arte. Hay una fuerza real en el nuevo álbum".
En marzo del 2011, Furtado publicó en su cuenta de Twitter que su álbum saldría hasta mediados del 2012. " ...Quiero tomarme mi tiempo en hacerlo bien. Y ya es un tipo de karma, pues todos mis álbumes salen cada tres años  ".

## Producción
Desde Loose, The Spirit Indestructible es el primer álbum en inglés de Furtado, luego de lanzar su álbum Mi plan, su primer álbum completamente en español. Trabajó con una variedad de productores. Empezó a trabajar en el álbum el año 2009, con el productor Salaam Remi, cuyo trabajo Furtado lo describe como "clásico, auténtico y con mucho sentimiento". Luego, viajó a Jamaica para grabar pistas de reggae junto al productor Stephen McGregor, más conocido como "Di Genius". Entre las canciones que grabaron juntos, se encuentra "Don't Leave Me", que es parte de la edición de lujo del álbum. Furtado describe ese momento como "un momento de verdad en el álbum". En el año 2011, conoció al productor Rodney Jerkins. La primera canción que hicieron juntos fue Spirit Indestructible, que Furtado describe como "Una oda al espíritu que habita en nosotros y triunfa sobre todo".

## Sencillos

### Big Hoops (Bigger the Better)
El primer sencillo del álbum, «Big Hoops (Bigger the Better)», se lanzó como Descarga digital en todo el mundo y el 1 de junio en Reino Unido y radialmente cuando se lanzó el video en abril de 2012. El video musical fue filmado en Los Ángeles el 7 de abril.
El sencillo logró debutar en la posición #14 en Reino Unido y el #5 en Bélgica además de otras listas.

### Spirit Indestructible
El segundo sencillo del álbum es «Spirit Indestructible» y fue lanzado mediante la descarga digital en iTunes Internacional el 31 de julio de 2012, mientras que en Alemania el 3 de agosto. Su video musical fue lanzado el 18 de julio de 2012 en el sitio oficial de Nelly, mientras que también en VEVO.

## Lista de canciones
| *Versión normal |                                               |                                             |                                      |          |  |
| N.º             | Título                                        | Escritor(es)                                | Productor(es)                        | Duración |  |
| 1.              | «Spirit Indestructible»                       | Nelly Furtado, Rodney Jerkins               | Darkchild                            | 3:58     |  |
| 2.              | «Big Hoops (Bigger the Better)»               | Nelly Furtado, Rodney Jerkins               | Darkchild                            | 3:52     |  |
| 3.              | «High Life» (con Ace Primo)                   | Nelly Furtado, Rodney Jerkins, Niko Warren  | Darkchild                            | 4:18     |  |
| 4.              | «Parking Lot»                                 | Nelly Furtado, Rodney Jerkins               | Darkchild                            | 5:25     |  |
| 5.              | «Something» (con Nas)                         | Nelly Furtado, Salaam Remi, Nasir Jones     | Salaam Remi                          | 3:35     |  |
| 6.              | «Bucket List»                                 | Nelly Furtado, Rodney Jerkins               | Darkchild                            | 4:22     |  |
| 7.              | «The Most Beautiful Thing» (con Sara Tavares) | Nelly Furtado, Salaam Remi, Hernst Bellevue | Salaam Remi                          | 3:59     |  |
| 8.              | «Waiting for the Night»                       | Nelly Furtado, Rodney Jerkins               | Darkchild                            | 4:28     |  |
| 9.              | «Miracles»                                    | Nelly Furtado, Rodney Jerkins, Andre Lindal | Darkchild, Andre Lindal              | 3:26     |  |
| 10.             | «Circles»                                     | Nelly Furtado, Mike Angelakos, Chris Zane   | Mike Angelakos, Chris Zane           | 3:51     |  |
| 11.             | «Enemy»                                       | Nelly Furtado, Salaam Remi                  | Salaam Remi                          | 4:18     |  |
| 12.             | «Believers»                                   | Nelly Furtado, Rick Nowels                  | Bob Rock, Rick Nowels, Nelly Furtado | 4:06     |  |

| *Bonus track Amazon MP3 Alemania |        |                                             |                 |          |  |
| N.º                              | Título | Escritor(es)                                | Productor(es)   | Duración |  |
| 13.                              | «Cry»  | Nelly Furtado, Rick Nowels, Devrim Karaoglu | Rick Nowels, DK | 3:55     |  |

| *Bonus tracks iTunes |                                                         |                                             |                     |          |  |
| N.º                  | Título                                                  | Escritor(es)                                | Productor(es)       | Duración |  |
| 13.                  | «Play»                                                  | Nelly Furtado, Rick Nowels, Devrim Karaoglu | DK, Rick Nowels     | 5:21     |  |
| 14.                  | «Big Hoops (Bigger the Better)» (Demolition Crew Remix) | Nelly Furtado , Rodney Jerkins              | The Demolition Crew | 5:31     |  |

| *Versión de lujo |                                        |                                 |                              |          |  |
| N.º              | Título                                 | Escritor(es)                    | Productor(es)                | Duración |  |
| 13.              | «Hold Up»                              | Nelly Furtado, Rodney Jerkins   | Darkchild                    | 4:14     |  |
| 14.              | «End of the World»                     | Nelly Furtado, Rick Nowels      | Fraser T. Smith              | 3:46     |  |
| 15.              | «Don't Leave Me»                       | Nelly Furtado, Stephen McGregor | Di Genius                    | 3:38     |  |
| 16.              | «Be OK» (con Dylan Murray)             | Dylan Murray                    | John Shanks                  | 3:27     |  |
| 17.              | «Thoughts» (con The Kenyan Boys Choir) | Nelly Furtado                   | Furtado, The Demolition Crew | 2:42     |  |
| 18.              | «Thoughts» (Tiësto Remix)              | Nelly Furtado                   | Tiësto                       | 2:36     |  |

| *Bonus track Amazon MP3 Reino Unido |            |                            |               |          |  |
| N.º                                 | Título     | Escritor(es)               | Productor(es) | Duración |  |
| 20.                                 | «Skylight» | Nelly Furtado, Salaam Remi | Salaam Remi   | 3:55     |  |

| *Bonus track edición de lujo japonesa |              |                            |               |          |  |
| N.º                                   | Título       | Escritor(es)               | Productor(es) | Duración |  |
| 20.                                   | «Soak It Up» | Nelly Furtado, Salaam Remi | Salaam Remi   | 3:28     |  |

| *Bonus tracks edición de lujo iTunes |                                                         |                                             |                     |          |  |
| N.º                                  | Título                                                  | Escritor(es)                                | Productor(es)       | Duración |  |
| 19.                                  | «End Game»                                              | Nelly Furtado, Salaam Remi                  | Salaam Remi         | 4:33     |  |
| 20.                                  | «Play»                                                  | Nelly Furtado, Rick Nowels, Devrim Karaoglu | DK, Rick Nowels     | 5:21     |  |
| 21.                                  | «Big Hoops (Bigger the Better)» (Demolition Crew Remix) | Nelly Furtado, Rodney Jerkins               | The Demolition Crew | 5:31     |  |

### Semanales
| Chart (2012)                            | Peak position |
| --------------------------------------- | ------------- |
| Austrian Albums Chart                   | 8             |
| Belgian Albums Chart (Flanders)         | 79            |
| Belgian Albums Chart (Wallonia)         | 44            |
| Canadian Albums Chart                   | 18            |
| Croatian Albums Chart                   | 41            |
| Czech Albums Chart                      | 26            |
| Dutch Albums Chart                      | 41            |
| German Albums Chart                     | 3             |
| Italian Albums Chart                    | 36            |
| Mexican Albums Chart                    | 81            |
| Polish Albums Chart                     | 31            |
| Russian Albums Chart                    | 19            |
| South Korean International Albums Chart | 33            |
| Spanish Albums Chart                    | 58            |
| Swiss Albums Chart                      | 3             |
| UK Albums Chart                         | 46            |
| US Billboard 200                        | 79            |

## Historial de lanzamientos
| País                   | Fecha                    |
| ---------------------- | ------------------------ |
| Europa                 | 14 de septiembre de 2012 |
| Reino Unido            | 17 de septiembre de 2012 |
| Estados Unidos, Canadá | 18 de septiembre de 2012 |
| Japón                  | 19 de septiembre de 2012 |
| Argentina              | 5 de octubre de 2012     |